# Carlantino
Carlantino (Carlandìnë in dialetto locale) è un comune italiano di 764 abitanti della provincia di Foggia in Puglia.

## Geografia fisica
Carlantino si adagia lungo una collina della valle del fiume Fortore e sovrasta il lago di Occhito, tra i più grandi invasi artificiali europei. Il comune è situato all'estremo ovest della provincia, al confine con quella di Campobasso. A nord del centro abitato sorge il monte San Giovanni.

## Storia
Nel territorio comunale, e in particolare presso monte San Giovanni (noto nel medioevo come San Giovanni Maggiore) sono stati ritrovati diversi reperti riconducibili a un insediamento di età longobarda, oltreché diverse tombe in località Serra Fullona. L'abitato attuale fu però fondato nella seconda metà del Cinquecento dal feudatario di Celenza Valfortore, Carlo Gambacorta. Sul toponimo Nando Romano, Dizionario Ragionato del dialetto di Foggia, in corso di redazione, esaminando il nome Carlandinë 'sensale' afferma: "A valutare la diffusióne déi nómi: Antino, D'Antino e specie D'Antini éssi sémbrano specìfici délla zòna di Carlantini parèndo derivare da un personale e quindi un epònimo Carlo Antino, fórse variante di Antinoo o da soprannome. 
Nel corso del XX secolo, il paese è stato affetto da una robusta emigrazione. Numerosi, in particolare, furono coloro che negli anni sessanta emigrarono in Argentina, nella provincia di Buenos Aires, dove è tuttora presente una cospicua comunità carlantinese.

### Origine di Carlantino
La fondazione e il nome del paese si deve a Carlo Gambacorta di Giampaolo, nipote di Giovanni. Questi eredita la baronia di Celenza nel 1558, all'età di dodici anni e sposa Vittoria Caracciolo, dalla quale ha sei figli: quattro maschi e due femmine.
Durante il regno di Filippo II d'Austria (1556-1598), egli spedisce un memoriale documentato al viceré di Napoli, chiedendo di costruire un nuovo abitato nella Terra di Celenza, al centro del suo territorio nel luogo detto la "Nunziata" a breve distanza dall'antico insediamento di San Giovanni Maggiore, poiché i terreni feudali e baronali distano oltre quattro miglia dalla Terra di Celenza e i suoi coloni subiscono continuamente durante l'anno furti e ricatti con gravi danni per il raccolto e il patrimonio zootecnico. Del resto, quando giungono le guardie, i ladri e i malfattori sistematicamente si sono già dileguati nelle fitte boscaglie circostanti.
Dopo l'istruttoria della pratica durata alcuni anni, il 28 febbraio 1582 attraverso il viceré Giovanni Zunica, Carlo finalmente ottiene la sospirata autorizzazione. Nel nuovo Casale, che dal suo nome fu chiamato Carlentino, vanno ad abitare i figli dei coloni che non formano famiglia e quanti dai paesi vicini e lontani cercano un suolo gratuito per la costruzione di una casa e la concessione di terreni da dissodare e coltivare, pagando annualmente la decima al Barone. Carlo Gambacorta, intanto, quasi a ringraziamento dell'avuta concessione e ad auspicio per il futuro sviluppo del nuovo centro abitato, poco distante dalla sua masseria chiamata "il Palazzo", al Largo Taverna, dà inizio e fa subito costruire la chiesa, che intitola a san Donato, vescovo e martire, in ricordo delle origini familiari pisane. Nel 1595 si ha la prima numerazione, il Casale conta appena dieci fuochi (famiglie).
Andrea Gambacorta, secondo figlio di Carlo Gambacorta di Giampaolo e di Vittoria Caracciolo, spiegò nel Casale di Carlentino la sua opera beneficia. Con pubblico istrumento, rogato il 2 febbraio 1613 dal notaio Giovan Domenico Marrera di Gambatesa confermò i Capitoli ed i Patti stabiliti dal genitore con i rappresentanti del Casale, aggiungendovi nuove convenzioni. Sulla porta contigua alla chiesa di S. Donato fece incidere la seguente iscrizione nel 1613 per ricordare che Carlentino fu così chiamata dal padre:
Philippo III Regnante A.D. MDCXIII Andreas Gambecurt, Celentiae Marchio, Carlentinum a patre nuncupatum, ad eorum nominum perpetuitate templis, ritibus moenibusque ornavit.
Attualmente la porta di Carlentino non esiste perché demolita negli anni addietro. La ricorrenza della festa patronale in onore di san Donato il 7 agosto viene solennizzata con la franchigia per otto giorni, durante i quali le competenze giuridiche per le cause civili, criminali e miste sono esercitate dal governo locale. Il 4 marzo 1618, a testimonianza della prosperità del feudo, egli acquista la vicina Terra di Macchia dalla famiglia del conte De Regina.

### Simboli
Lo stemma e il gonfalone sono stati concessi con decreto del presidente della Repubblica del 12 maggio 1970.
Il gonfalone è un drappo partito di bianco e di azzurro.

## Monumenti e luoghi d'interesse

### Il Casale di San Giovanni Maggiore
Nell'anno 568, agli ordini di re Alboino, i Longobardi, popolo germanico orientale, occuparono l'Italia settentrionale. In questa epoca l'Italia perdette la sua unità politica. Autari, quarto Re longobardo, procedendo nella conquista dell'Italia meridionale, fondò nell'anno 589 il ducato di Benevento, di cui fece parte anche la Daunia. In questa regione si svolsero cruenti fatti d'armi fra Longobardi e Bizantini, tentando questi di rioccupare le terre perdute, mentre i Longobardi volevano cacciare i Bizantini dalle città costiere, che ancora possedevano. Verso l'anno 650 i Greci invasero il Monte Gargano e spogliarono la Chiesa di S. Michele Arcangelo, ma furono poi sconfitti dalle schiere longobarde condotte dal Duca Grimoaldo.
Alessandro Di Meo afferma che: “Nell'anno 663 il greco imperatore Costante desolò Arpi, Lucera, Ecano, Siponto, Salpi ed altre città, e dagli avanzi nacquero i Casali, e gli abitanti cercarono un asilo tra le rupi e boscaglie”, e secondo Ugonio e Du Fresne, “nacquero nei monti tanti Castelli, quali Casali alti “.
Ed a proposito di desolazione delle città, e dagli avanzi nacquero i Casali per opera funesta di Costante II, Imperatore Romano d'Oriente, che governò dal 641 al 668, e che nella Daunia possedeva ancora alcune città costiere, ma poi sconfitto definitivamente dai Longobardi del Duca Grimoaldo, il Papa Gregorio II, che regnò dal 715 al 731, asserisce: “Destructae Urbes, eversa sunt Castra, depopulati sunt agri, in solitudinem deducta est”. Con questa indiscussa asserzione, cioè che “ Distrutte le Città, rovinati sono i Castelli, devastati sono i campi, e che tutto è ridotto nello squallore”, Gregorio II accerta che tali rovine si avverarono anche durante i suoi 17 anni di Pontificato, epoca dei Longobardi, tanto che la popolazione oppressa da Costante II, per sfuggire ai saccheggi, alle stragi ed al terrore, abbandonò il proprio abitato, cercando rifugio, quale asilo sicuro, nei boschi di S. Giovanni Maggiore, Puzzano, Montauto e Vermisei, ed in contrada Santo Spirito, facendo sorgere tanti piccoli centri rurali, detti Casali, che furono distinti coi nomi delle località, dove erano costruiti. Questi Casali, che avevano anche le Chiese con Rettori, addetti al culto divino, passarono in tempo posteriore alle dipendenze dei feudatari, allorché con la discesa dei Franchi e di Carlo Magno nell'anno 773 fu introdotto in Italia il sistema feudale.
In prosieguo per le mutate condizioni dei tempi i Casali, detti anche Castelli, furono abbandonati, perché distrutti da guerre, da terremoti, da altri sinistri eventi, oppure dal catastrofico terremoto del 1456. Il Casale di Santo Spirito al 1254 più non esisteva, come dal Breve del Pontefice Innocenzo IV del 25 giugno di detto anno. Le popolazioni disperse abbandonarono i Casali ormai ridotti a ruderi e costruirono altri centri abitati, in altri luoghi, nell'arco di circa 400-500 anni, alla fine del medioevo. Nascono così i primi agglomerati urbani di Celenza Valfortore, di San Marco la Catola, di Motta Montecorvino, e di quasi tutti gli altri attuali centri del settore settentrionale dei monti Dauni.
Una comunità può vichianamente farsi, decrescere, scomparire per poi rinascere; è questo in effetti il percorso della storia di Carlantino e del suo agro dove, oltre ai materiali arcaici raccolti nel locale antiquarium da benemeriti appassionati di cose antiche, stanno a signoreggiare i resti di un abitato dalla storia millenaria a cui Carlantino, nel suo farsi, decrescere, scomparire e rinascere è legato: S. Giovanni Maggiore.
Di questa comunità si sarebbe certamente persa la memoria se quel toponimo non fosse ricordato da numerosi documenti storici. Infatti, nel novembre del 774, lo stesso anno in cui Carlo Magno conquista Pavia, il Principe Arechi II fa delle concessioni territoriali alle monache benedettine del Monastero di Santa Sofia, attualmente sede del museo civico del Sannio in Benevento. I terreni oggetto della concessione prendono il nome di Feudo Mazzocca. Nell'elenco dei beni il Feudo comprende la Chiesa di San Giovanni con il suo territorio, dalla confluenza del Cigno con il Fortore fino al lato opposto. Recita il testo: … seu et ecclesiam Sancti Johannis, que fondata est in galo nostro Polluce; et ab ipsa Ecclesia largiti fumus in Monasterio Sancte Sophie territorio hoc est, ab ipsa Ecclesia in fluvio Fertore ubi acinia lumen se iungit, et de alio latere quantum clausum habere videtur; et vineas que ibidem posite sunt. (Anche per la Chiesa di San Giovanni, la quale è fondata nel nostro bosco (galo) di Casa ‘Polluce’; per quella stessa Chiesa è stato elargito al Monastero di Santa Sofia il seguente territorio, dalla stessa Chiesa verso il fiume Fortore dove si congiunge con il fiume Cigno (Acinia), per l'altro lato per quanto chiuso si possa vedere; per le vigne che sono poste lì attorno.)
Nel testo il riferimento della zona di confluenza del torrente Cigno (Acinia) con il fiume Fortore definisce in modo inequivocabile e certa l'area citata, che si trova a nord-ovest di Carlantino e coincide con la grande ansa che il lago di Occhito fa verso il Cigno. Oggetto della concessione è la Chiesa di San Giovanni, che sorge a nord di Carlantino sul cocuzzolo meridionale del monte, che proprio da essa prende il nome di San Giovanni (metri 641). Tutto il territorio circostante la sponda destra del fiume fin dove spazia l'occhio, all'epoca, appartiene al Feudo Mazzocca e al galo della Casa Pollice, in parte coltivato anche a vigneti.
Il testo della concessione, deve, pertanto, essere considerato il primo e più antico documento ufficiale sull'agro di Carlantino.
Dal Chronicon S. Sophiae (881): ex finibus castelle Sancti Johannis.
Dal libro del Re Ruggero di Idrisi (1129-1154): … poi correndo verso la città di g.rsanah (Celenza) che si trova a mandritta lontano tre miglia, si dirige a mâqualah (Macchia Valfortore) che lascia un miglio distante, e poi passa a tre miglia da sant guwân mayyûr (San Giovanni Maggiore).
Del Casale di San Giovanni Maggiore non si conoscono i primi Signori: solo si sa che all'epoca di Guglielmo II Normanno, verso il 1170, era posseduto dal Conte Filippo di Civitate, come rilevansi dal Catalogo dei Baroni di Capitanata di Carlo Borrelli, dove è scritto:
Comitatus Civitatis - Comes Philippus de Civitate, sicut dixit Guarmundus, filius Gualtierij, habet in demanium Campum Marinum, quod est feudum IV militum, et turribulum feudum IV militum, et Montem Corbinum feudum III militum et Petram feudum II militum, et Vulturariam feudum II militum, et Tufariam feudum I militis, et Liciam feudum II militum, et Macclam feudum II militum, et medietatem Castelli Veteris feudum I militis, et Sanctum Johannem Majorem feudum II militum….
Contea di Civitate. Il conte Filippo di Civitate, come affermò Guarmondo, figlio di Gualtieri, possiede Campomarino, feudo di 4 soldati, Tertiveri, feudo di 4 soldati, Montecorvino, feudo di 3 soldati, Pietra, feudo di 2 soldati, Tufara, feudo di 1 soldato, Lucito, feudo di 2 soldati, Macchia, feudo di 2 soldati, la metà di Castelvetere, feudo di 1 soldato, San Giovanni Maggiore, feudo di 2 soldati….
Durante la signoria di Filippo di Civitate e di Enrico, suo figlio, San Giovanni Maggiore era feudo tassato per due militi. I militi, in quell'epoca, erano o Cavalieri con uno o più scudieri, o fedeli seguaci del Re, o serventi che, marciando coi feudatari, recavano loro lo scudo e la lancia, oppure erano soldati a cavallo.
1196-1266 - Sotto il Regno di Federico II di Svevia, S. Giovanni Maggiore da Enrico di Civitate passò a Riccardo di Busso, Barone anche dei Casali di Puzzàno, Montauto e Vermisei, come dal citato Catalogo borrelliano (pag. 153): Riccardus de Busso tenet Puczanum (Puzzano) et Sanctum Iohannem Majorem (San Giovanni Maggiore), quod est feudum I militis et tener Montem Acutum (Montauto) et Gualdum de Sac. (Vermisei), quod est feudum I militis et quarti.
Nel 1292, regnando Carlo II di Napoli, la Terra di S. Giovanni Maggiore per metà era posseduta dal signor Americo de Sus, e per l'altra metà dal signor Corrado Zinardo: …dnus Americus De Sus tenet Terram S. Iohannis Majoris cum dno Corrado Zinardo, pro meditate….
1311 - In seguito per le condizioni politiche, sociali e militari il feudo di S. Giovanni Maggiore passò a Re Roberto d'Angiò, figlio di Carlo II, il quale nel 1311 lo donò alla moglie, la regina Sancia, che ne percepiva le rendite, di cui fa fede il seguente documento:
Sanciae Hierusalem et Siciliae Regine, consorti nostre carissime, provisio pro solutione ejus anno provisionis unc. 5/am ad vitam super Secretia et Terris videlicet... Petre Montis Corbini, Montis Corbini, Troje, Sancti Severi, Turris Majoris, S. Andree in Stagnis, Rajani, Bancie, S. Johannis, Maccle Saracene in Capitanata etc…que sunt dicte Regine.
1328 – In un libro delle contribuzioni ecclesiastiche, le Decime nei secoli XIII e XIV, da corrispondere alla Sede Apostolica da parte delle chiese e monasteri – possidenti – delle Diocesi italiane, per l'anno 1328 figura, nel vescovato di Volturara, l'arciprete della chiesa di S. Giovanni Maggiore:
DECIMA DELL'ANNO 1328 (ARCH. VAT., Intr. et Ex. 94;)IN EPISCOPATUS VULTURARIENSI:
(f. 123v) – 267. Archipresbiterio S. Iohannis Maioris tar. IV ½ (con la nota 1: “Cod. Maiorum”)
(f. 130v) – 273. Archipresbiterio S. Iohannis Maioris tar. IV ½ (con la nota 2: “Cod. Maiorum”)
(f. 150v) – 286. Archipresbiterio S. Iohannis Maioris tar. IV ½.
1456 - Durante il Regno di Alfonso d'Aragona, Celenza nel 1456 fu colpita da un terrificante e catastrofico terremoto di vasta intensità da ridurla in rovina con numerose vittime umane. Giovanni Antonio Summonte descrivendo questo movimento tellurico, fra l'altro asserisce: «Fu anche nel fine di questo anno un grandissimo terremoto in Napoli e quasi per tutto il Regno…, questo fu così terribile, che non fu mai per alcun tempo inteso il simile…. Avvenne il terremoto nel 1456 ai 5 dicembre a 11 ore di notte, e l'altro ai 30 dicembre dell'istesso mese a 16 ore, e furono grandissimi in tanto che non vi fu tale in memoria di uomini, ed appena si legge che tanto spazio di terre avessero occupato, e causate tanto danno negli edifici come nelle persone per la morte che ne seguì..... Nella Provincia di Capitanata nella città di Lucera vi rovinò il Castello, over Fortezza, con molte case della Città in numero di 3000, ma il numero dei morti non si seppe. La Celenza fu tutta ridotta in piano insieme colla Fortezza, dove essendo morta la moglie, il fratello, la figliuola e tutta la famiglia, solo rimase il Conte Signore della Città, che si salvò in camicia, e 1200 vi morirono».
A proposito di questo terremoto, Pandolfo Collenuccio afferma: «Perciocché cominciando a Napoli, per Terra di Lavoro, per Abruzzo et Puglia con grande eccidio di uomini, per molte Terre e Castelle fece notabili roine di molti edifici pubblici et privati et alcune Castelle tutte dai fondamenti ruinarono».
Per gli effetti calamitosi di questo fenomeno sismico andarono distrutti completamente i Casali di S. Giovanni Maggiore, Puzzàno, Montaùto e Vermisèi.
1494 - Durante la Dinastia Aragonese esistevano ancora i predetti Casali o Castelli, ma non più abitati: Addì 2 giugno 1494, re Alfonso II d'Aragona, figlio di Ferdinando I, confermò a Margherita di Monforte il possesso di Celenza, ed i castelli inabitati di S. Giovanni e di Puzzàno, feudi che erano stati concessi da re Ferdinando I il 30 settembre 1467.
La conferma che il terremoto del 1456 aveva provocato il completo abbandono del Casale di San Giovanni Maggiore e l'avvio di una lunga e complessa operazione per opera dei pochi superstiti, durata oltre 100 anni, che terminerà con la nascita del nuovo centro abitato denominato Carlentino, ai piedi di Monte San Giovanni, nel 1582.

### La cappella della SS. Annunziata

La cappella della SS. Annunziata

L'insediamento abitativo di Carlantino vede la sua testimonianza più antica nella Cappella dell'Annunziata, una chiesetta alle falde di Monte San Giovanni. Nel 1521 la Cappella era già in condizioni precarie, dal momento che fu necessario ristrutturarla, come ricorda la piccola lapide allocata all'interno della facciata: DIVAE MARIAE VIRG(INIS)TEMPL(VM) HOC IN SVO FVNDO CONSTRVCTVM KAROLVS DE GANBECVURT(A) REFECIT, AMPLIAVIT, ET DOTE AVXIT: QUARE JVRE OPT(IMO) IN EO JVS PATRONATVS ACQUISIVIT. A. M.D.XXI, VII KAL(ENDAS) NOV(EMBRIS) (QUESTO TEMPIO DELLA DIVINA VERGINE MARIA COSTRUITO NEL PROPRIO FONDO CARLO GAMBACORTA FECE, AMPLIÒ ED ACCREBBE DI DOTE, ONDE A PIÙ CHE BUON DIRITTO ACQUISTÒ SU DI ESSO IL GIUSPATRONATO).
Papa Clemente VII con Bolla del 25 ottobre 1526, redatta in Roma presso S. Pietro, rispose alla istanza esibita da Carlo Gambacorta di Giovanni, che espose lo stato delle Chiese arcipretali e parrocchiali di Santa Maria e di S. Nicola dei Castelli di S. Giovanni Maggiore e dei Puzzani, appartenenti alla Terra di Celenza. Il Gambacorta dichiarò nella istanza che le due Chiese, essendo rurali e senza cura di anime da tempo immemorabile, erano rimaste dirute e quasi rase al suolo o per vetustà, o per turbini di guerra, o per terremoti, o per altri sinistri eventi, che in quelle parti ebbero luogo, rendendo nel contempo disabitati i Castelli stessi, ed incolti i loro territori, ed affermò di riedificarle ed incrementare la coltura dei loro possedimenti.

Il portale della Cappella della SS. Annunziata

Il Pontefice, compiacendosi di tale dichiarazione, con la citata Bolla esortò il Gambacorta di ricostruire le Chiese con facoltà di presentare all'Ordinario Diocesano i Sacerdoti idonei per reggerle, quando resteranno vacanti, e di portare i possessi a più fertile coltivazione, pagando le decime alle predette Chiese, in modo che i frutti, i proventi ed i redditi non oltrepassassero, secondo la comune stima, il valore annuo di ventiquattro ducati d'oro di Camera per quelli di Santa Maria, e di ducati venti per quelli di S. Nicola; e per questa sua devozione gli concedeva in perpetuo i diritti di patronato da trasmettersi ai suoi eredi e successori.
Carlo, dopo aver ottenuto da Clemente VII lo Iuspatronato sulle due Chiese, di Santa Maria e di S. Nicola col patto di riedificarle si decise di dar mano all'opera, ed in data 10 dicembre 1526, mediante un istrumento rogato dal Notar Giovanni Ferrari di S. Marco dei Cavoti, venne a convenzione coi muratori Antonio e Giovanni Lombardi di ricostruirle, stabilendo che la fabbrica cominciasse nel marzo 1527, e che non smettesse di lavorare fino a che la costruzione non fosse completata. Il Gambacorta promise ai muratori due carlini per ogni canna di fabbrica, impegnandosi di far trasportare a sue spese sul luogo della costruzione tanto materiale, quanto ne occorresse.
Con istrumento del 14 dicembre 1527, rogato dal medesimo Notar Giovanni Ferrari, presenti il Giudice annuale di Celenza ed i testimoni, il Gambacorta, per aver ricevuto la Bolla di Clemente VII, con cui gli concesse il diritto di patronato sulle due Chiese dirute a condizione di riedificarle e di intensificare la coltura dei loro beni, pagandone le decime, volendo obbedire agli ordini del Pontefice ed operare utilmente, incrementò i benefizi.
L'Imperatore Carlo V, con decreto di assegnazione dell'8 aprile 1533, emesso a Genova, assegna il Feudo di Celenza, già confiscato nel 1528 per il tradimento di Carlo Gambacorta di Giovanni, a Girolamo Tuttovilla, conte di Sarno (Salerno); il decreto diviene esecutivo il 23 luglio 1533.
Il Pontefice Paolo III con Bolla del 27 giugno 1535 ordinò che il chierico don Archileo Gambacorta di Carlo fosse immesso nel possesso delle Chiese dell'Arcipretato di Santa Maria di S. Giovanni Maggiore e di S. Nicola di Puzzàno.
Mons. Don Giovanni Battista del Giudice di Sepino, 21º Vescovo della Diocesi di Volturara e di Montecorvino, considerando che erano vacanti le predette due Chiese rurali, dopo la libera rinuncia del possesso fatta dal Rettore don Archileo Gambacorta, con Bolla del 25 febbraio 1541 conferì il patronato al fratello reverendo don Angelo Cesare Gambacorta, rappresentato dal suo Procuratore Pietro Francesco Marincola.
Nella disgrazia del marito Carlo Gambacorta di Giovanni, emerge la figura eroica della moglie Eleonora Siscar, chiamata anche Dianora o Diana, figlia di Paolo Siscar, Conte di Aiello (Cosenza). Donna energica e virtuosa, rivendica a sé i due Casali disabitati di San Giovanni Maggiore e di Puzzano in virtù dei 30.000 ducati di dote su di essi ipotecati. Nell'anno 1543 comprò da Vincenzo Tuttovilla il Feudo di Celenza per 24.000 ducati, e ne fu investita come Feudo di nuovo acquisto.
Nel Repertorio delle Scritture Partium si legge:
“Magnifica Elionora Siscar, compra fatta terra della Terra di Cilena dal Magnifico Conte di Sarno mediante Regio Assenso, Registrato nella Regia Camera il 23 maggio 1543”.
Così per la sua encomiabile e premurosa opera benefica, determinata dal vivo e appassionato sentimento di amor materno, la famiglia Gambacorta rientrò in possesso della Baronia di Celenza dopo 16 anni dalla confisca di Carlo V.
Per ringraziamento alla Madonna della SS. Annunziata, per essere rientrata in possesso del Feudo di Celenza, anche a nome del marito in esilio, Eleonora Siscar fa operare insieme ai figli un nuovo restauro alla Chiesa dell'Annunziata, andata in rovina, lasciandone un ricordo indelebile, perché scolpito nella viva pietra del portale d'ingresso, dove ancora oggi si possono ammirare gli stemmi dei coniugi Gambacorta.

### La Chiesa di San Donato

La Chiesa di S. Donato V. e M.

Andrea Gambacorta pose nella Chiesa di S. Donato i quadri di N.S. del Monte Carmelo, di S. Donato ed altri del pittore Pasquale Cati, e nel 1614, dotandola, la trasformò da semplice Rettoria in Parrocchiale con diritto di padronato, e costruì la casa del curato. In ricorrenza del primo anniversario dell'intesa politico-amministrativa con i vassalli, impegnati in febbrile attività per la costruzione delle abitazioni e il dissodamento dei terreni e a felice ricordo degli impegni assunti a Torre del Greco e portati a compimento nei tempi stabiliti, durante la celebrazione di una messa solenne è murata in chiesa una lapide in ricordo della rifondazione del centro abitato, e, a protezione degli abitanti, dietro l'altare maggiore è affisso un quadro in tela dal formato gigante, dipinto dal pittore Pasquale-Cati Pesenti, ancora oggi ammirabile nella sua stupenda composizione.

La Pala all'interno della Chiesa di S. Donato con il ritratto di Andrea Gambacorta nell'angolo in basso a destra.

La Pala ritrae la Madonna delle Grazie sopra le nuvole, circondata da angioletti in forma di putti e ai suoi piedi, in tutta la ieratica maestà, le effigie di San Donato vescovo, Sant'Andrea, San Marco e San Francesco d'Assisi. Relegato nell'angolo destro, in basso, il ritratto a mezzo busto di Andrea Gambacorta con le mani giunte in atto di preghiera e il volto scarno, che si staglia sopra la gran gala bianca increspata intorno al collo. Il quadro è racchiuso in una cornice finemente intarsiata e indorata di notevole pregio ed è sormontato da cimase, che ritrae il Padre Eterno in forma di vegliardo, ad ispirazione michelangiolesca. Riedificò anche la Cappella caduta dell'Annunziata, ove pose un quadro del Belisario.
Ai piedi delle due colonne di legno della “Pala” sono intarsiati due stemmi: sulla sinistra quello dei Gambacorta, caratterizzato dalla figura del leone rampante, e sulla destra uno stemma a strisce inclinate, forse dei Caracciolo. Identici stemmi in bronzo sono stati trovati su Monte San Giovanni, al di sotto della cinta muraria meridionale, a conferma dell'appartenenza del Casale di San Giovanni Maggiore ai Gambacorta.
Nel 1614 fu murata una lapide in marmo presso l'altare della Madonna del Rosario, rimossa in seguito, che ricordava il fondatore, la dedicazione a S. Donato, e Andrea Gambacorta che la dotò, e che fece trasformare la Chiesa da pettorale in parrocchiale, acquistando il diritto di patronato per sé e per i suoi successori, come dalla iscrizione rilevata da un manoscritto conservato nell'archivio parrocchiale:
“BASILICAM HANC A CARULO DE GAMMACURT CELENTIAE MARCHIONE FUNDATAM, ATQUE S. DONATO DICATAM, ANDREAS FLIUS MARCHIO DOTE AUXIT AC EX SEMPLICI IN PAROCHIALEM COMMUTAVIT, EJUS UNDE IUS PATRONATUS PRO SE POSTERIS SUIS MERITO EST ADEPTUS A. D. M. D. C. X. I. V.”

Il battistero nella Chiesa di S. Donato.

Nella Chiesa di San Donato, nel Casale di Carlentino, viene costruito nel 1653 il battistero in pietra, sul cui piedistallo, sul lato sinistro è scolpito lo stemma di Carlentinum e sul lato frontale vi è la scritta in figura.
1682 - Carlentino è ereditato da Francesco Gambacorta, quartogenito di Andrea, nato in Celenza e battezzato il 18 dicembre 1616. Nello Spoglio Significatorie Relevii 1600-1696: Significatoria spedita a 24 maggio 1682 contro Francesco Gambacorta, Principe di Macchia e Marchese di Celenza, pel relevio per morte di Pietro suo padre, seguita a 24 novembre 1681, per le entrate feudali d Macchia, di Celenza, Carlentino e Colletorto.
1689 - Il Casale di Carlentino è ereditato da Gaetano Gambacorta, figlio di Francesco e di Eufemia Spinelli, nato in Napoli nel 1654. Nello Spoglio Significatorie Relevii 1600-1696: Significatoria spedita a 9 marzo 1689 contro Gaetano Gambacorta, Principe di Macchia e Marchese di Celenza, per morte di Francesco suo padre, seguita a 4 agosto 1686, per le entrate feudali di Celenza Valfortore e suo Casale di Carlentino, Terre di Colletorto e Macchia. Gaetano è noto nella Storia del Reame di Napoli per essere stato capo della Congiura, nota come la congiura di Macchia, ordita contro il governo vicereale spagnolo. Obiettivo della congiura, a cui si era messo a capo Gaetano Gambacorta, tornato dalla Spagna, era quello di abbattere il dominio spagnolo, formare un governo provvisorio e proclamare re di Napoli l'arciduca Carlo d'Asburgo.

Lapide del Cardinale Orsini (Papa Benedetto XIII)

1701-1702-1703-1704 – In seguito all'esito sfavorevole della rivolta di Gaetano Gambacorta, il Viceré di Napoli. D. Luigi della Zerda, fece processare in contumacia i congiurati esuli. Il Tribunale, che aveva fra i Giudici, per la loro qualità di Pari della Curia, Lucio Caracciolo, Duca di S. Vito, e Pompeo Pignatelli, Duca di Montecalvo, il 19 ottobre 1701 pronunziò la sentenza di condanna a morte contro Gaetano Gambacorta, il Duca della Castelluccia, il Duca di Telese, e contro Tiberio Carafa, dichiarandoli rei di fellonia di primo grado, fuorgiudicati e pubblici nemici, e come tali ordinò anche la confisca di tutti i loro beni. Per la sentenza suddetta furono devoluti alla Regia Corte i feudi di Gaetano Gambacorta, come dire: tutto lo Stato del Principe di Macchia. Su di esso molti creditori vantavano dei diritti, per cui ne fu ordinato l'apprezzo con Decreto della Regia Camera della Sommaria in data 2 giugno 1702, e si affidò l'incarico agli ingegneri Giuseppe Galluccio e Remigio Cacciapuoti. Il documento da essi redatto, dal primo compilatore, prende il nome di Tavolario Galluccio e descrive in forma analitica lo status quo di tutti i beni feudali e burgensatici. L'Imperatore d'Austria Leopoldo I accolse benevolmente i profughi, specie il Gambacorta, il quale, come gli altri, visse colla beneficenza dell'Imperatore fino al 27 gennaio 1703, nel qual giorno morì poverissimo. Con la morte di Gaetano Gambacorta si estinse l'ultimo feudatario della famiglia Gambacorta di Celenza.
Nel 1704 le predette Terre furono vendute all'asta pubblica, nella Regia Camera della Sommaria: la Terra di Celenza col suo Casale di Carlentino fu comprata da Domenico Mazzaccara per ducati 61.500, la Terra di Macchia fu acquistata da Giuseppe Ceva-Grimaldi, Marchese di Pietracatella, e la Terra di Collotorto fu comprata dal Marchese Bartolomeo Rota, Patrizio di Cremona, per ducati 26.000.

Portale della Chiesa di S. Donato V. e M.

1711-1712 - Dal 10 novembre 1711 al 28 gennaio 1712 Carlantino riceve la visita apostolica del cardinale e arcivescovo metropolitano di Benevento Fr. Vincenzo Maria Orsini, che, alla morte di Innocenzo XIII viene eletto Papa il 29 maggio 1724 e prende il nome di Benedetto XIII, rimanendo al soglio pontificio fino al 1730.
Durante la visita apostolica l'illustre Presule procede alla ricognizione dettagliata di tutti i beni ecclesiastici con relazione scritta dal notaio ecclesiastico Liopardo Coscia di Pietra Montecorvino sulla base delle relazioni ed osservazioni dell'arciprete don Giovanni Battista Iosa, appartenente all'antica famiglia Iosa, confortato dall'intervento e l'assistenza del sindaco Giuseppe Coscia con gli eletti Domenico Bilotta e Paolo Sant'Elia.
Il documento, comunemente chiamato Platea Orsini dal cognome dell'augusto Visitatore apostolico, è una miniera di notizie non solo sotto il profilo religioso, ma anche sociale, politico ed economico. Il cimitero è ubicato a sud del campanile. La chiesa presenta il pavimento con quattro sepolture chiuse alla sommità da telai piombati con un anello di ferro. La prima sepoltura è subito dopo la porta d'ingresso, sul lato sinistro, e reca la scritta “Pro pueris”, la seconda vicino alla Cappella del Rosario “Pro feminis”, la terza vicino all'altare maggiore “Pro viris”, la quarta nel coro, dietro l'altare maggiore, “Pro clero”.
All'interno della Chiesa di S. Donato vi è una lapide che ricorda la visita del Cardinale Orsini, il quale, il 17 luglio 1713, consacrò la Chiesa e l'altare maggiore in onore di Dio, di Maria Santissima, di S. Donato, Vescovo e Martire, ecc.:
“ECCLESIAM HANC ET ALTARE MAJUS IN HONOREM DEI EIUSQUE SS. MATRIS HAC VIRGINIS MARIAE ET S. DONATI E. ET M. SOLEMNI RITU DEDICANS DIE XVII IULII MDCCXIII SACRAVIT FR. VINCENTIUS MARIA ORD. PRAED. EPISCOPUS TUSCULANUS S. R. E. CARDINALIS URSINUS ARCHIEPISCOPUS METROPOLITA, HAC SEDE VACANTE VISITATOR ET DELEGATUS APOSTOLICUS, QUI EODEM TEMPORE MINOREM HANC ARAM B.V. DE ROSARIO, PATRIARCHAE DOMINICO, PETRO MART: ET S. CATHERINAE SENENSIS ET AGNETI DE MONTE POLITIANO SOLEMNITER NOCUPAVIT, POST OCTAVAM APOSTOLORUM PETRI ET PAULI, AD QUAM HUIUSMODI CONSEGRATIONIS DEI TRANSTULIT ALTARIA VERO TITULARUM NATALITIIS DEVOTIS INVISENTIBUS CENTUM INDULGENTIAE DIES PERPETUO LUCRANDAS CONCESSIT”.
1733 – Gaetano Mazzaccara, figlio di Domenico, eredita il Casale di Carlantino. Nello Spoglio Significatorie Relevii: Significatoria spedita ai 13 febbraio 1733 per l'intestazione a benefizio di Gaetano Mazzaccara della Terra di Celenza e suo Casale di Carlentino per morte di Domenico, suo padre, seguita a 12 settembre 1732.
1753 – Col passare degli anni gli abitanti del Casale di Carlentino aumentarono, e la Chiesa, piccola qual era, non poteva più contenere la popolazione cresciuta, tanto che nel 1753 i Carlantinesi con pubblica sottoscrizione la ricostruirono dalle fondamenta ad una nave con dieci altari, coro, sacrestia, ecc., come dalla iscrizione incisa sull'architrave della porta principale esterna.

## Società

### Evoluzione demografica
Abitanti censiti

### Endogamia
A causa della endogamia, ovvero l'usanza di contrarre matrimonio all'interno di gruppi sociale ristretti, la popolazione di Carlantino è oggetto di studio di Università Italiane per individuare fattori ambientali e genetici responsabili di patologie tipiche degli abitanti del posto, quali l'osteoporosi, il diabete e i danni all'udito.

## Economia
L'economia è prevalente rurale e basata sulla coltivazione di grano, granturco, girasoli, peperoni. Sono presenti anche vigneti e oliveti, da cui viene prodotto l'olio di oliva dei Monti Dauni.
È praticata, seppur in maniera limitata, la pastorizia.

## Amministrazione
| Periodo          | Periodo         | Primo cittadino         | Partito              | Carica      | Note   |
| ---------------- | --------------- | ----------------------- | -------------------- | ----------- | ------ |
| 9 luglio 1986    | 10 giugno 1996  | Vito Guerrera           | Democrazia Cristiana | Sindaco     | [ 19 ] |
| 10 giugno 1996   | 17 aprile 2000  | Pietro Antonio Olivelli | lista civica         | Sindaco     | [ 19 ] |
| 17 aprile 2000   | 5 febbraio 2010 | Vito Guerrera           | Forza Italia         | Sindaco     | [ 19 ] |
| 26 febbraio 2010 | 30 marzo 2010   | Carmela Palumbo         |                      | Comm. pref. | [ 19 ] |
| 30 marzo 2010    | 1º giugno 2015  | Dino D'Amelio           | lista civica         | Sindaco     | [ 19 ] |
| 1º giugno 2015   | 27 aprile 2018  | Vito Guerrera           | lista civica         | Sindaco     | [ 19 ] |
| 27 maggio 2019   | 9 giugno 2024   | Graziano Coscia         | lista civica         | Sindaco     | [ 19 ] |
| 9 giugno 2024    | in carica       | Graziano Coscia         | lista civica         | Sindaco     | [ 19 ] |